# Облога Єрусалима (70)
Обло́га Єрусали́ма 70 року — облога повсталого юдейського Єрусалима військами Римської імперії протягом 14 квітня — 8 вересня 70 року. Вирішальна подія Першої Юдейської війни (66–73). Описана істориком Йосипом Флавієм у «Юдейській війні». Римським 70-тисячним військом командував Тит, майбутній римський імператор, і його заступник Тиберій. Їм протистояли юдейські повстанці числом 20–30 тисяч, що захищали Єрусалим, серце повстання. Облога почалася за три дні до юдейської пасхи і тривала близько 4 місяців. Вона завершилася перемогою римлян, які здобули місто: нападники зруйнували його дощенту, разом із Єрусалимським храмом, центральною юдейською святинею. Уцілілі мешканці міста були продані в рабство. Римляни повернулися зі здобиччю до Риму, де на знак їхньої перемоги була встановлена тріумфальна арка Тита, яка збереглася до сьогодні. Завдяки цій перемозі Римська імперія невдовзі повернула собі контроль над Юдеєю. Знищення Єрусалиму і храму пророкував Ісус Христос перед смертю, про яке згадується в Євангелії, християнській літературі і живописі. На згадку про руйнування храму юдеї проводять національний день жалоби. Також — падіння Єрусалима, зруйнування Єрусалима.

## Перебіг
- 14 квітня 70: початок облоги[1]. Західну частину міста облягали 5-й Македонський легіон, 12-й Блискавичний легіон і 15-й Аполлонів легіон; східну частину на Оливковій горі — 10-й Протоковий легіон[2][3].
- 8 вересня 70: повне здобуття міста римлянами. У боях відзначився 10-й легіон, що згодом був розквартирований на руїнах Єрусалима.

## У культурі

### Архітектура
- 80: Арка Тита

### Живопис
- 1639: Нікола Пуссен, «Зруйнування Титом храму в Єрусалимі»

## Цікаві факти
- Церква Сліз Господніх в Єрусалимі побудована на згадку про сльози Ісуса Христа за прийдешнє зруйнування Єрусалима.
- Після пограбування Єрусалимського храму римляни вивезли з нього до Риму золоту менору. Цей момент римського тріумфу зображено на арці Тита в Римі. На початку 2000-х років український олігарх Вадим Рабінович подарував Ізраїлю копію цієї менори, що містить 25 кг чистого золота, та коштує $3 мільйони; виставлена в єврейському кварталі Єрусалима[4].

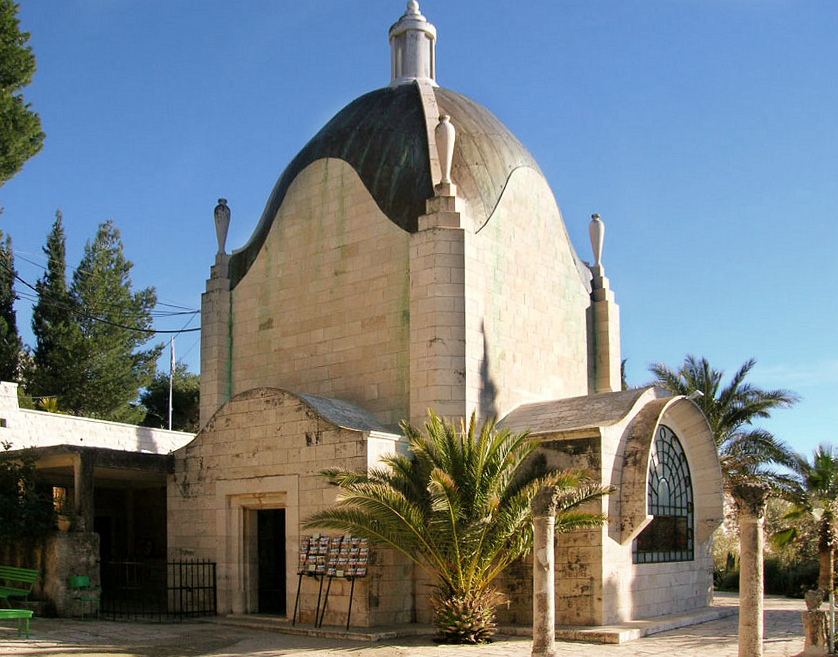
Церква сліз
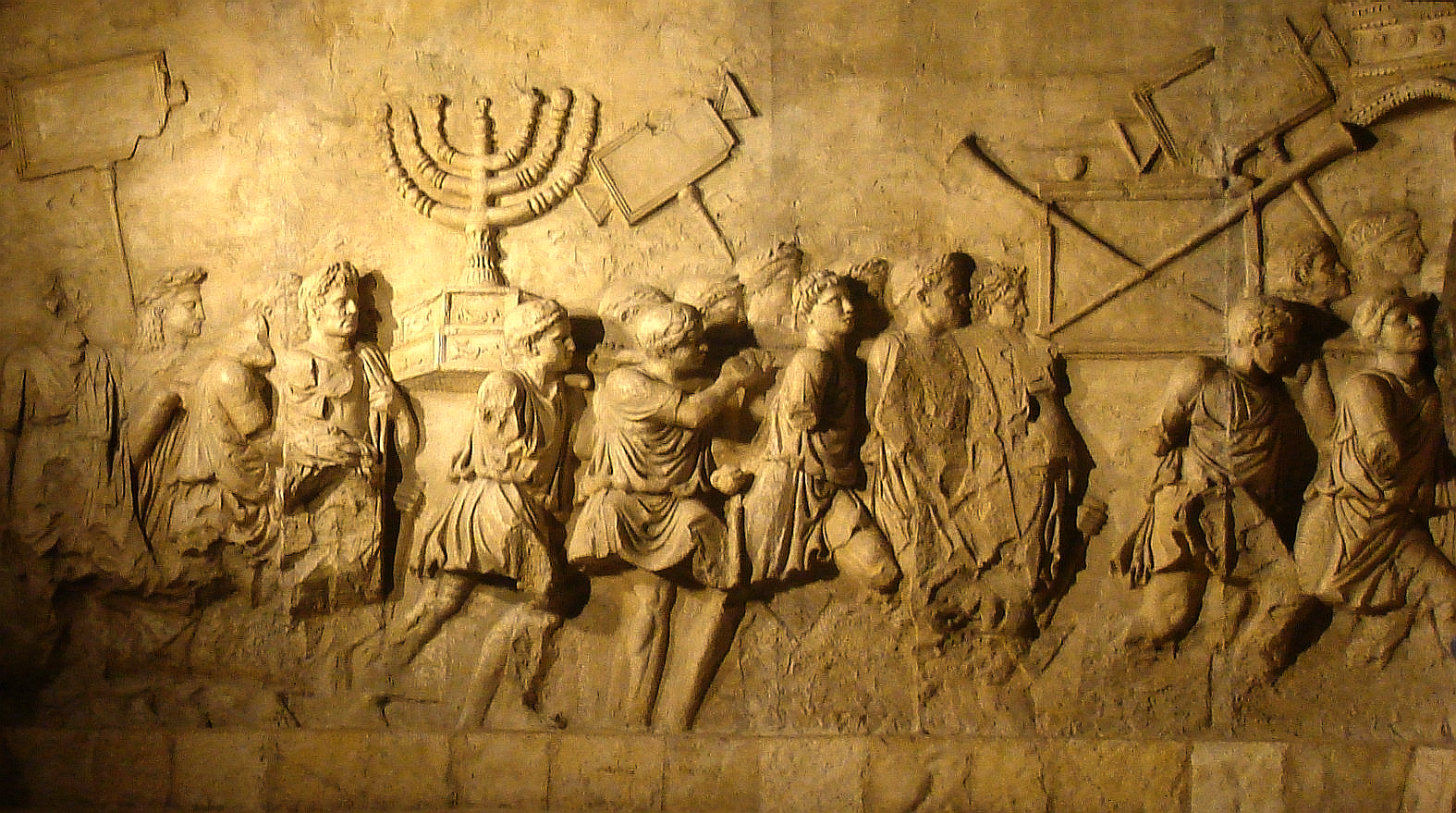
Римляни увозять менору
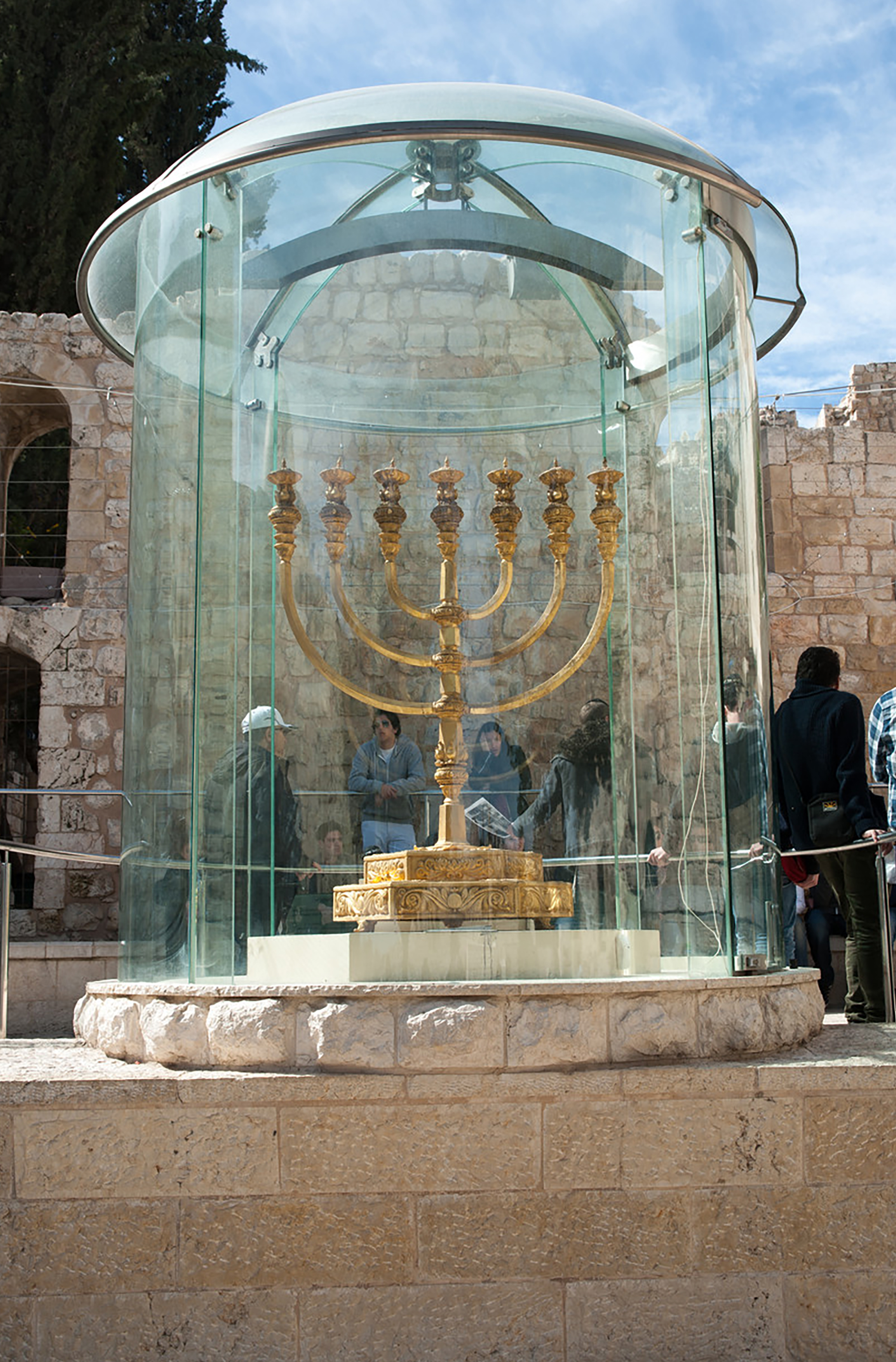
Менора Рабіновича